# الإسلام وأصول الحكم (كتاب)
كتاب الإسلام وأصول الحكم هو كتاب للشيخ الأزهري علي عبد الرازق صدر في 1925م، وقد أحدث ضجة في مصر بسبب رفضه لفكرة الخلافة والدعوة إلى مدنية الدولة، وقد أدى هذا الكتاب إلى معارك سياسية ودينية كبيرة، وقامت هيئة كبار العلماء في الأزهر بمحاكمة علي عبد الرازق وأخرجته من زمرة العلماء وفصلته من العمل كقاضي شرعي، وتلقى الكتاب الكثير من النقد ودافع عنه بعض المفكرين، ويقول البعض - استنادًا على شهادة أبنائه - أن المؤلف رجع عما جاء في كتابه في آخر أيام حياته.

## محاكمة علي عبد الرازق
قامت هيئة كبار العلماء في الأزهر بمحاكمة الشيخ علي عبد الرازق، ويرى البعض أن الملك هو من طلب من الأزهر محاكمة علي عبد الرازق ومصادرة الكتاب لكي يضمن استمرار خطته في عودة الخلافة بعد انتهائها في تركيا ، ووجهت الهيئة سبع تهم تتهم الكتاب بالضلال، حيث قالت أن الكتاب تسبب في:
1. جعل الدين لا يمنع من أن جهاد النبي كان في سبيل الملك لا في سبيل الدين ولا لإبلاغ الدعوة للعالمين.
2. اعتبار نظام الحكم في عهد النبي موضوع غموض أو إبهام أو اضطراب أو نقص وموجبًا للحيرة.
3. اعتبار مهمة النبي كانت بلاغًا للشريعة مجردة عن الحكم والتنفيذ.
4. إنكار إجماع الصحابة على وجوب نصب الإمام وأنه لا بد للأمة ممن يقوم بأمورها في الدين والدنيا.
5. إنكار أن القضاء وظيفة شرعية.
6. اعتبار حكومة أبي بكر والخلفاء الراشدين من بعده كانت لا دينية.

## نقد الكتاب
تعرض الكتاب لنقد لاذع من عدد كبير من العلماء، أشهرهم الإمام الأكبر محمد الخضر حسين في كتابه نقض كتاب الإسلام وأصول الحكم الذي صدر عام 1926 والذي قدم له الدكتور محمد عمارة عرضًا في كتاب منفصل في عام 1998، ومفتي الديار المصرية محمد بخيت المطيعي في كتابه حقيقة الإسلام وأصول الحكم الذي صدر في عام 1926 أيضًا، وعبد الرزاق السنهوري في كتابه أصول الحكم في الإسلام، بالإضافة إلى كتاب نقد علمي لكتاب الإسلام وأصول الحكم للشيخ محمد الطاهر بن عاشور وأيضا محمد ضياء الدين الريس في كتابه النظريات السياسية الإسلامية.

## الدفاع عن الكتاب
دافع عن الكتاب الكثير من المفكرين، منهم الدكتور محمد حسين هيكل حيث كتب مقالاً شديد السخرية في جريدة السياسة يسخر من القرار ، واستقال عبد العزيز فهمي من وزارة الحقانية في وزارة زيور باشا في 13 مارس 1925 م، ووقف إلى جوار علي عبد الرازق حتى ترك الوزارة احتجاجًا على الظلم ، وكذلك دافع عباس محمود العقاد عن عبد الرازق في مقال في صحيفة البلاغ ، وكتب سلامة موسى مقالاً في جريدة المقتطف دافع فيه عن حرية الفكر والإبداع ورفض الرقابة الفكرية 

## طبعات الكتاب
تم طبع الكتاب خمس مرات بعد أن طبعه الناشر طبعتين في 1925:
1. طبعة دار مكتبة الحياة في بيروت عام 1966 مع نقد وتعليق للدكتور ممدوح حقي.
2. نشرت مجلة الطليعة في مصر نص الكتاب كاملاً في عدد نوفمبر 1971.
3. طبعة الهيئة المصرية العامة للكتاب في عام 1993 بتقديم الدكتور جابر عصفور في سلسلة المواجهة.
4. طبعة المؤسسة العربية للدراسات والنشر في عام 2000 بتقديم وتعقيب طويل للدكتور محمد عمارة.
5. طبعة مكتبة الأسرة في عام 2007 مع كتاب أصول الحكم في الإسلام لعبد الرازق السنهوري.
6. طبعة دار الهلال (بدون تاريخ).